# Peenemünde
Peenemünde is een plaats en gemeente op het noordwestelijke uiteinde van het eiland Usedom, dat behoort tot de Duitse deelstaat Mecklenburg-Voor-Pommeren. Het eiland ligt in de Oostzee. Het dorp telt 349 inwoners.
In de Tweede Wereldoorlog werd vlak naast het dorp onderzoek en ontwikkeling gedaan naar in eerste instantie geheime V-wapens, de zogenaamde Vergeltungswaffen (vergeldingswapens), die werden gebruikt door de Duitse Wehrmacht.
Hoofdzakelijk bestaan er twee soorten onbemande vliegende wapens met een explosieve lading: de V1 (een vliegtuig) en de V2 (een raket). Deze laatste werd op Peenemünde getest en was het eerst gebruikte ballistisch wapen, dat naar zijn doelwit geleid kon worden. In 1936 was het ontwerp voor de raket klaar en begon men onderzoek en experimenten te verrichten in Peenemünde. In 1942 vond de eerste lancering plaats van de V-2 en gaf Hitler de toestemming voor de massaproductie ervan. Na bombardementen in 1943 door de RAF werd de productie verplaatst naar de Harz, waar in grotten de productie plaatsvond in het kamp Mittelbau-Dora.
Het dorp is grotendeels verlaten. Hele woonblokken staan leeg of er wonen slechts één à twee families in zo'n blok.
De toegang tot de bosrijke omgeving is grotendeels verboden omdat het een natuurreservaat is en om archeologische redenen. Hierdoor en door de ligging op een uitloper van het eiland is Peenemünde een erg geïsoleerd dorp.
De energiecentrale (bunker) van het onderzoekcentrum en de directe omgeving daarvan is een museum met als thema de techniek van de V-wapens. Daarnaast staan een speelgoedmuseum en een centrum voor wetenschapsbeleving (E=mc²).

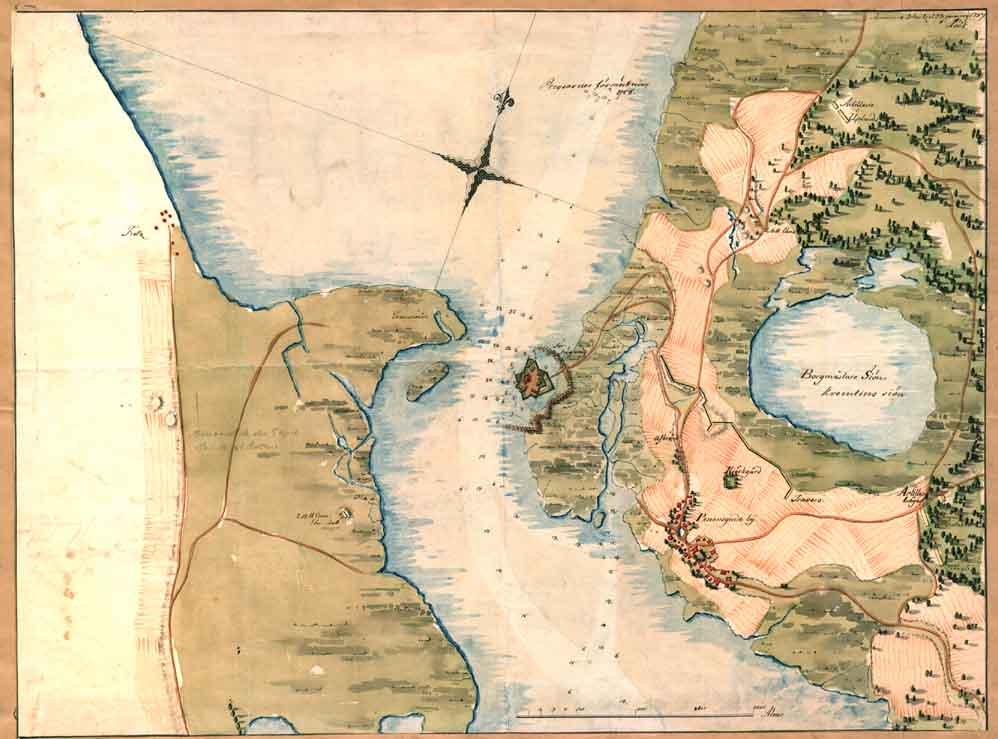
Kaart van Peenemünde uit 1759
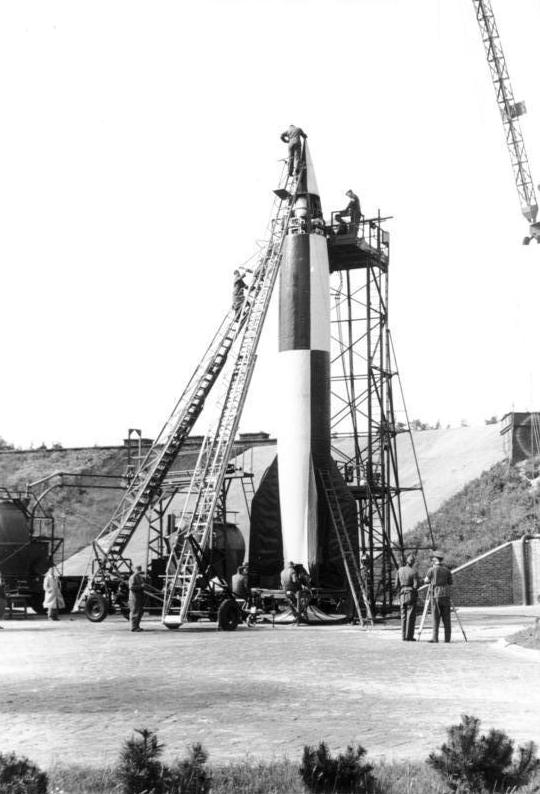
V2-lanceerinrichting
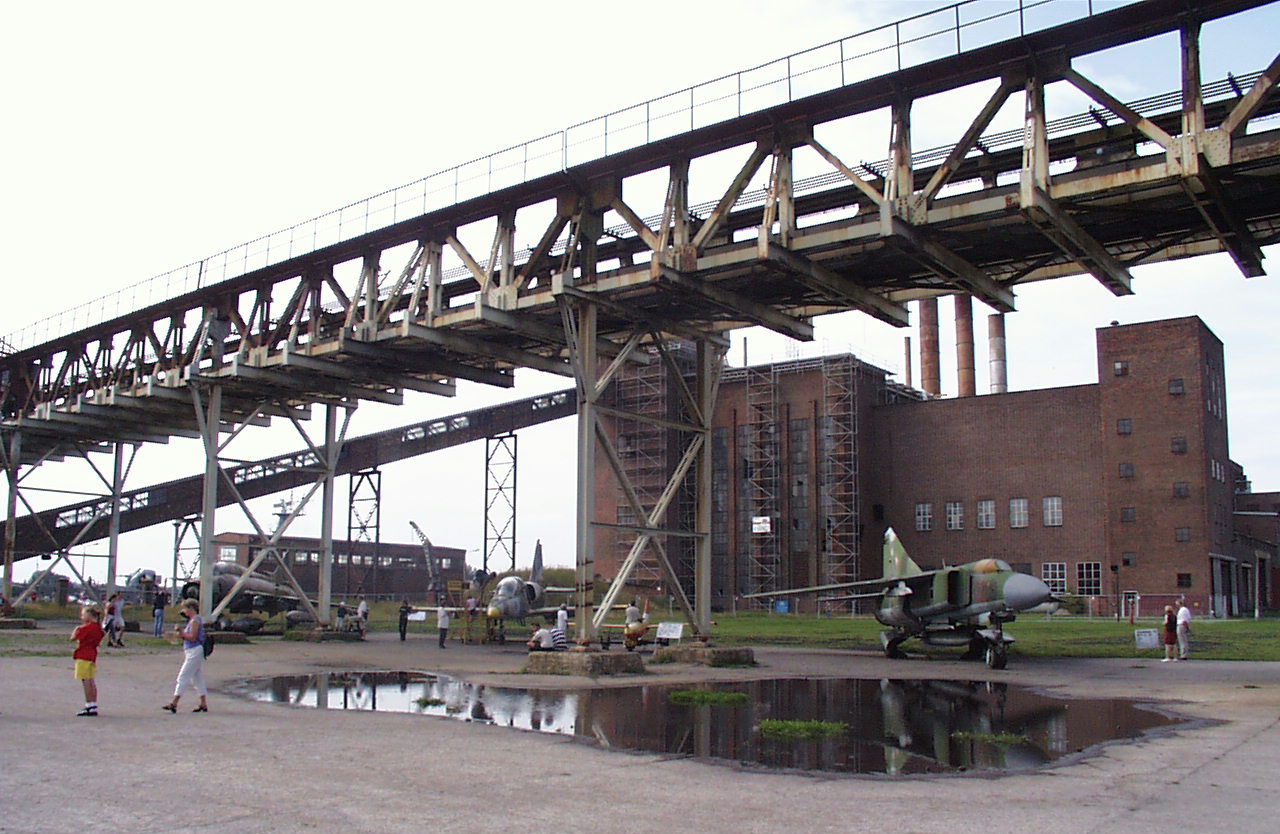
Museum

Ahlbeck ·
Alt Tellin ·
Altwarp ·
Altwigshagen ·
Anklam ·
Bandelin ·
Bargischow ·
Behrenhoff ·
Bentzin ·
Benz ·
Bergholz ·
Blankensee ·
Blesewitz ·
Boldekow ·
Boock ·
Brietzig ·
Brünzow ·
Bugewitz ·
Buggenhagen ·
Butzow ·
Daberkow ·
Dargelin ·
Dargen ·
Dersekow ·
Diedrichshagen ·
Ducherow ·
Düvier ·
Eggesin ·
Fahrenwalde ·
Ferdinandshof ·
Garz ·
Glasow ·
Grambin ·
Grambow ·
Greifswald ·
Gribow ·
Groß Kiesow ·
Groß Luckow ·
Groß Polzin ·
Görmin ·
Gützkow ·
Hammer a. d. Uecker ·
Hanshagen ·
Heinrichswalde ·
Heringsdorf ·
Hinrichshagen ·
Hintersee ·
Iven ·
Jarmen ·
Jatznick ·
Kamminke ·
Karlsburg ·
Karlshagen ·
Katzow ·
Kemnitz ·
Klein Bünzow ·
Koblentz ·
Korswandt ·
Koserow ·
Krackow ·
Krien ·
Kruckow ·
Krugsdorf ·
Krummin ·
Krusenfelde ·
Kröslin ·
Lassan ·
Leopoldshagen ·
Levenhagen ·
Liepgarten ·
Loddin ·
Loissin ·
Loitz ·
Lubmin ·
Luckow ·
Löcknitz ·
Lübs ·
Lühmannsdorf ·
Lütow ·
Medow ·
Meiersberg ·
Mellenthin ·
Mesekenhagen ·
Murchin ·
Mölschow ·
Mönkebude ·
Nadrensee ·
Neetzow-Liepen ·
Neu Boltenhagen ·
Neu Kosenow ·
Neuenkirchen (bij Anklam) ·
Neuenkirchen (bij Greifswald) ·
Nieden ·
Papendorf ·
Pasewalk ·
Peenemünde ·
Penkun ·
Plöwen ·
Polzow ·
Postlow ·
Pudagla ·
Ramin ·
Rankwitz ·
Rollwitz ·
Rossin ·
Rossow ·
Rothemühl ·
Rothenklempenow ·
Rubenow ·
Rubkow ·
Sarnow ·
Sassen-Trantow ·
Sauzin ·
Schmatzin ·
Schönwalde ·
Spantekow ·
Stolpe an der Peene ·
Stolpe auf Usedom ·
Strasburg ·
Torgelow ·
Trassenheide ·
Tutow ·
Ückeritz ·
Ueckermünde ·
Usedom ·
Viereck ·
Vogelsang-Warsin ·
Völschow ·
Wackerow ·
Weitenhagen ·
Wilhelmsburg ·
Wolgast ·
Wrangelsburg ·
Wusterhusen ·
Zemitz ·
Zempin ·
Zerrenthin ·
Ziethen ·
Zinnowitz ·
Zirchow ·
Züssow